# Диференціація магми
Диференціація магми (рос. дифференциация магмы, англ. differentiation of magma, magmatie differentiation, нім. Magmaspaltung f) – розділення первинної магми під дією фізико-хімічних процесів на частини з різним хімічним складом, що веде до виникнення різних мінеральних комплексів. 
Розрізняють Д. м.: 
- к р и с т а л і з а ц і й н у (розділення твердих кристалічних фаз магми в процесі її кристалізації) - основний механізм Д.м.;

- ф р а к ц і й н у (широко виявляється при формуванні розшарованих інтрузій основних і ультраосновних гірських порід, що утворилися в результаті осаду продуктів кристалізації на дно магматичної камери, яке поступово підіймається, а також при формуванні глибоко диференційованих масивів рідкіснометальних гранітоїдів (лужних, літій-флуористих, онгонітів і інш.);

- к і н е м а т и ч н о - г р а в і т а ц і й н у (різновид кристалізаційної Д.м. при якій іде перерозподіл сполук у фронтальних та нижніх шарах магми, збагачення нижніх шарів СаО, MgO, FeO;

- л і к в а ц і й н у - розділення розплаву на дві рідкі фази що не змішуються;

- е м а н а ц і й н у - розділення речовини магматич. розплаву за рахунок утворення хім. сполук, компонентів магми з флюїдами, здатними до відособлення (протікає під впливом потоків трансмагматичних флюїдів).